# Капела-Равенська
46°01′ пн. ш. 16°25′ сх. д. / 46.02° пн. ш. 16.42° сх. д.
Капела-Равенська (хорв. Kapela Ravenska) — населений пункт у Хорватії, у Копривницько-Крижевецькій жупанії у складі громади Светі-Петар-Ореховець.

## Населення
Населення за даними перепису 2011 року становило 85 осіб.
Динаміка чисельності населення поселення: